# St. Anna (Haig)

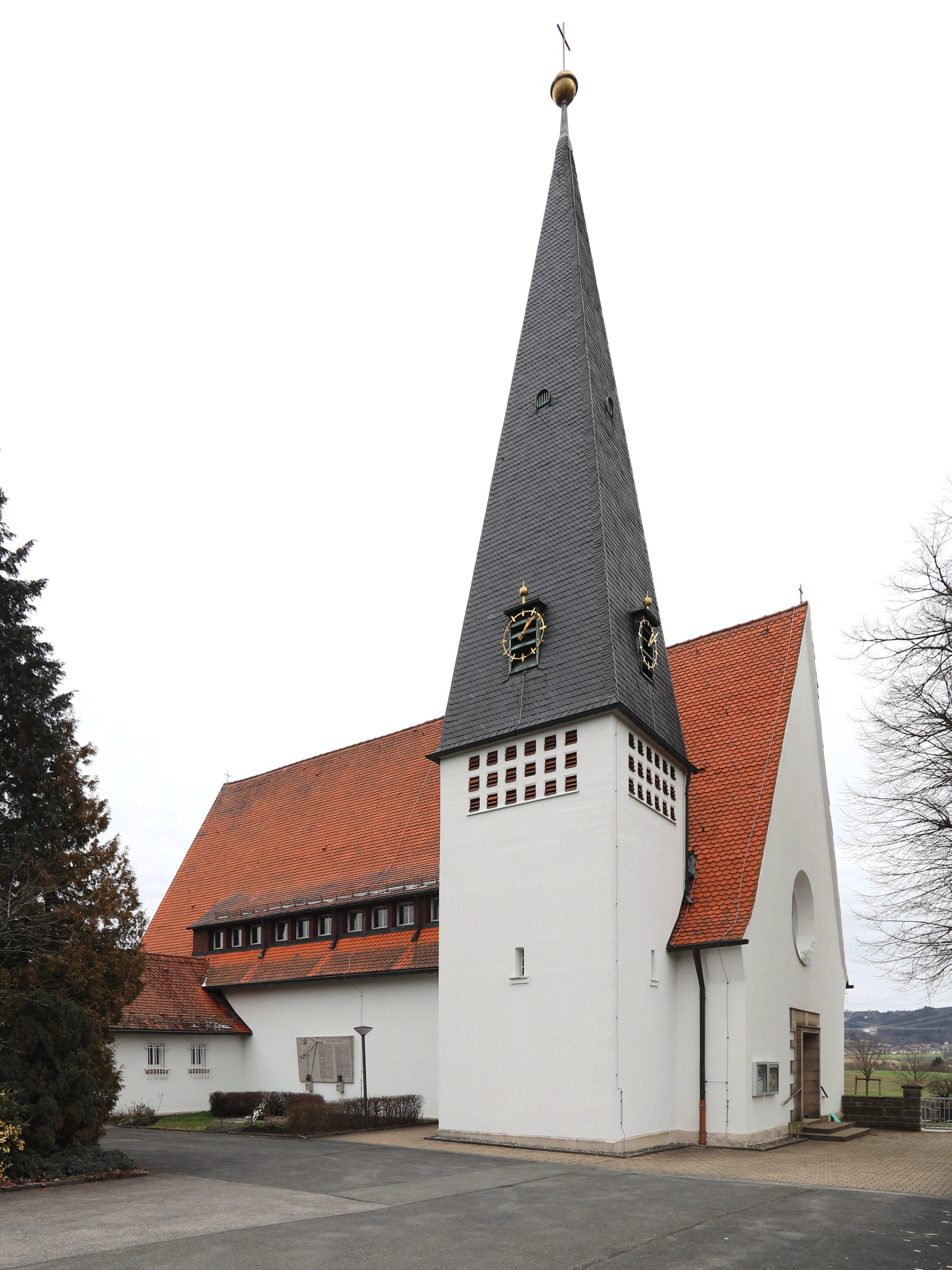
Filialkirche St. Anna in Haig

Die römisch-katholische Filialkirche St. Anna in Haig, einem Gemeindeteil der oberfränkischen Stadt Stockheim im Landkreis Kronach, stammt aus dem Jahr 1929. Den denkmalgeschützten Sakralbau kennzeichnet eine avantgardistische Architektur von Fritz Mayer. Die Kirchengemeinde gehört zur Pfarrei Glosberg im Dekanat und Seelsorgebereich Kronach des Erzbistums Bamberg.

## Baugeschichte
Im Jahr 1903 gründete der Glosberger Pfarrer einen Haiger Kirchenbauverein, aus dem am 13. August 1916 die katholische Kirchenstiftung Haig für die politischen Gemeinden Haig und Burggrub hervorging. Der Kirchbaufonds besaß Anfang 1922 ein Vermögen von 73.000 Mark, das infolge der Inflation Ende 1923 nur noch 4053 Reichsmark betrug. Im selben Jahr wurde nach längeren Diskussionen in der Gemeinde als Kirchenstandort am Lindenkreuz festgelegt. Der in Haig 1881 geborene Monsignore und Direktor des Nürnberger Sebaldus-Verlages Balthasar Moeckel vermittelte 1927 die Beauftragung des Nürnberger Architekten Fritz Mayer, der in Zusammenarbeit mit dem Architekten Heldmann von der Firma Brinkmann unentgeltlich den Kirchenneubau plante. Noch im Jahr 1927 begannen die Bauarbeiten, die Grundsteinlegung folgte am 17. Juni 1928 durch Moeckel nahe der Sakristei.
Die Gemeindeangehörigen leisteten kostenlose Hand- und Spanndienste. Das Grundstück und das Bauholz stellte die Cramer-Klett’sche Gutsherrschaft auf Schloss Mitwitz zur Verfügung. Das Rundfenster über dem Altar finanzierte Anna von Cramer-Klett, geb. Freiin von Würtzburg, ihr Ehemann Theodor von Cramer-Klett spendete 4000 Reichsmark. Eine Landeskirchensammlung brachte 2496 Reichsmark. Statt der veranschlagten Rohbaukosten von 50.000 Reichsmark waren aufgrund der Eigenleistungen und Spenden nur noch 30.000 Reichsmark erforderlich. Die Ziegelsteine für das Mauerwerk stammten aus der Dampfziegelei Marie in Gundelsdorf, deren Eigentümer Julius Obermeier mit seiner Ehefrau ebenfalls zu den Spendern für den Kirchenbau zählte.
Ende September 1928 wurde das Richtfest gefeiert. Die Konsekration durch den Weihbischof im Erzbistum Bamberg Adam Senger folgte am 28. Juli 1929. Es fehlte aber noch der Großteil der Kirchenausstattung, wie die Kirchenbänke. Der Kirchturm wurde erst 1931 nach Plänen von Mayer angebaut.
Im Jahr 1969 ließ die Gemeinde die Kirche umfassend renovieren. Die Inneneinrichtung wurde teilweise entfernt und den Altarraum gestaltete der Kronacher Bildhauer Heinrich Schreiber nach den Richtlinien des Zweiten Vatikanischen Konzils neu. 1976 folgte die Aufstellung einer Orgel von Walcker (Opus 5713), 1980 die Anschaffung von drei neuen Bronzeglocken und 2014 die Weihe eines Anbaus der Sakristei. Weitere Sanierungen wurden 1988 und 2022 durchgeführt.

## Architektur
Das nach Norden ausgerichtete, längsrechteckige Gotteshaus steht am südöstlichen Ortsrand von Haig. Daneben befindet sich der Friedhof. Der Architekt Fritz Mayer plante einen funktionalen und kostenorientierten Sakralbau. Dieser besteht aus einem Saalbau mit einem steilen, ziegelgedeckten Satteldach und einem Glockenturm mit einem spitzen, verschieferten Pyramidendach sowie einem Sakristeianbau.

### Außenbau

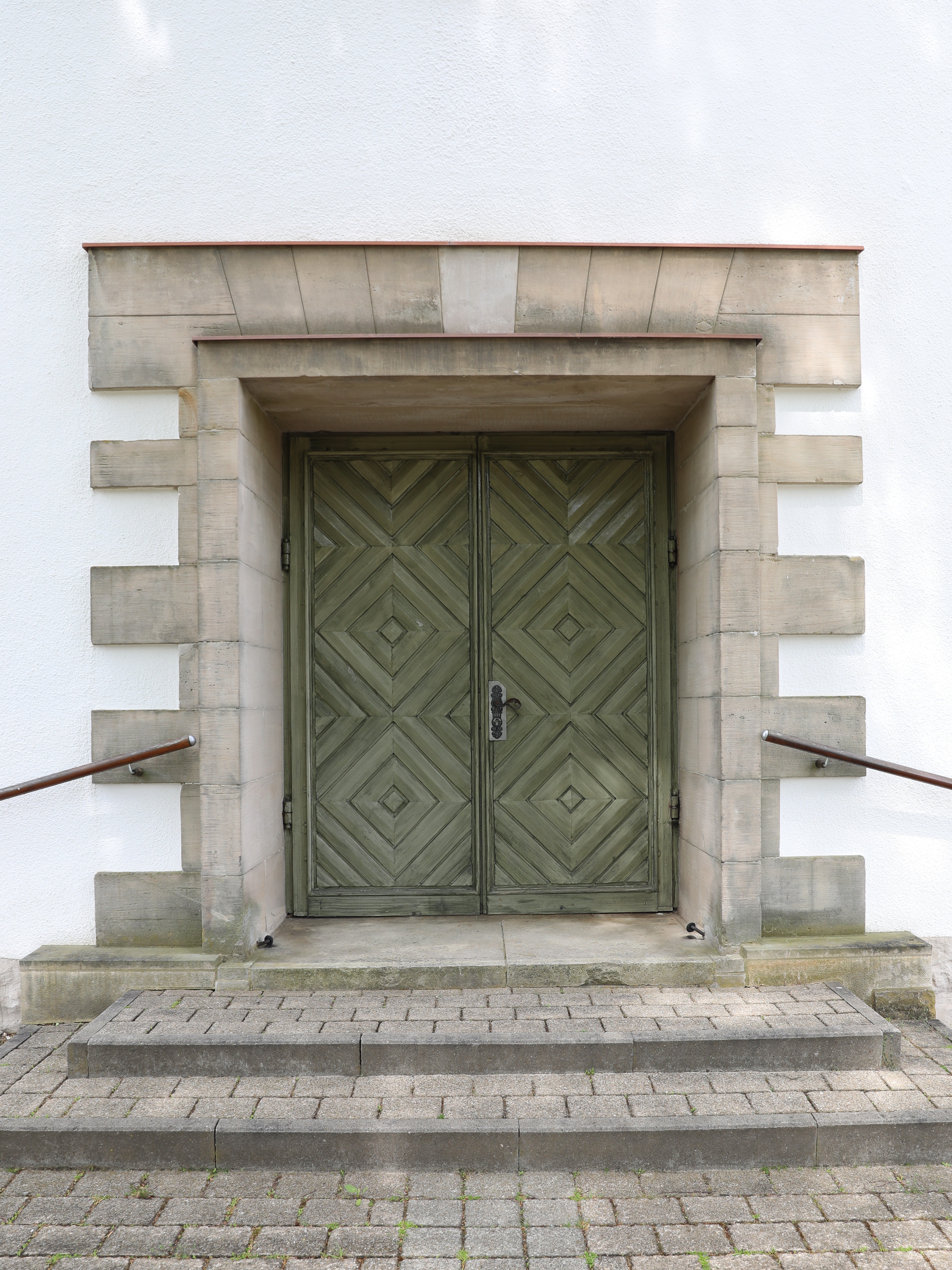
Eingangsportal

Der Außenbau ist traditionell, analog einer Dorfkirche gestaltet. Die glatt verputzten und hell gefassten Mauerwerkswände stehen auf einem umlaufenden Sandsteinsockel. Sandsteinquader rahmen das hochrechteckige Hauptportal auf der Südseite. Darüber befindet sich ein großes Rundfenster. Die Nordseite besitzt ein analog gestaltetes Rundfenster und in den Ecken Strebepfeiler aus Sandstein-Bossenmauerwerk. Die Ostwand ist geschlossen. Am südlichen Ende der Westseite steht mit einem quadratischen Grundriss und einem Außenzugang auf der Nordseite der Kirchturm. Unterhalb der Dachtraufe befindet sich die Glockenstube mit Schallöffnungen auf drei Seiten. Am nördlichen Ende der Westseite steht ein rechteckiger, niedriger Sakristeianbau. Beide Längsseiten der Kirche haben im unteren Drittel des Daches schmale, horizontale Fensterbänder in Form von Schleppgauben.

### Innenraum
Der stark vereinheitlichte, modern gestaltete Kirchenraum besteht aus einem längsrechteckigen Saal. Der Chorraum ist durch eine Stufe erhöht vom Gemeinderaum abgetrennt. Weitere Nebenräume fehlen.
Sechs parabelförmige Leimholzbinder mit rechteckigem Querschnitt wurden nach Anweisungen von Mayer vom Haiger Sägewerk Detsch gefertigt. Sie beginnen unten am Boden, überspannen in Querrichtung das Langhaus und gliedern den Innenraum wie Gurtbögen in sieben Joche. Das Chorjoch ist um etwa die Hälfte länger als die anderen Joche. Die Binder haben eine dunkle Farbfassung und tragen oben die Dachkonstruktion sowie unten bzw. auf der Innenseite eine weiße Raumschale. Horizontale Holzpfetten verbinden die Binder in Abständen von etwa eineinhalb Metern und strukturieren die Parabeltonne.
An den Längsseiten belichten schmale Lichtbänder im oberen Drittel der Wölbung und je ein Rundfenster mit Glasmalerei in den beiden Giebelwänden den schlicht gestalteten Innenraum. Eine hölzerne Orgelempore steht auf eine Länge von zwei Jochen an der Südseite. Sie ruht im Kirchraum auf zwei quadratischen Pfosten.

### Ausstattung
Zur Ausstattung der Kirche gehören unter anderem eine Holzfigur der Immaculata aus dem 18. Jahrhundert und eine Holzfigur des heiligen Sebastian, wohl um 1800 entstanden. Die Gemälde der vierzehn Kreuzwegstationen an den Längsseiten des Kirchenschiffes entstanden im mittleren 19. Jahrhundert. Sie stammen aus der Nürnberger Kirche St. Klara und wurden 1929 geschenkt.